# Optimisation des stocks
L’optimisation des stocks est la recherche d'un équilibre entre les contraintes ou les objectifs liés aux investissements de capitaux et les exigences liées à la qualité de service attendue, sur un ensemble d’unités de gestion des stocks, tout en prenant en compte l’instabilité de l’offre et de la demande.

## Enjeux
Les sociétés doivent impérativement aligner leur volume d’offre sur la demande des clients ; et c’est la façon d'y parvenir qui détermine leur rentabilité. D’après les données Open Standards d’APQC (centre américain de productivité et de qualité (American Productivity and Quality Centre ou APQC), l’entreprise moyenne possède des stocks représentant 10,6 % de son chiffre d’affaires annuel. Habituellement, le coût de la constitution de stocks s’élève à au moins 10 % de la valeur des stocks. Ainsi, l’entreprise moyenne dépense plus d’un pour cent de ses recettes dans la constitution de stocks, mais pour certaines sociétés, ce chiffre s’avère bien plus important. 
Le montant des stocks détermine également les liquidités disponibles. Les fonds de roulement se faisant essentiels, il est fondamental pour les sociétés de maintenir des niveaux de stocks faibles et de les vendre aussi vite que possible. Les stocks figurent parmi les principaux facteurs pris en compte par les analystes de Wall Street lorsqu’ils passent en revue les performances d’une société en vue d’établir des prévisions sur les bénéfices et d’émettre des recommandations en matière d’achat-vente. Des études ont démontré une corrélation de 77 % entre la rentabilité générée par la production générale et la rotation des stocks.
Le phénomène de longue traîne (ou ‘Long Tail’), qui consiste pour bon nombre de sociétés à voir une part considérable de leurs ventes être générée par un grand nombre de produits dont la fréquence de vente reste faible, amplifie le problème de la gestion des stocks. Les cycles de production plus courts et plus fréquents requis pour satisfaire les exigences des marchés toujours plus sophistiqués créent le besoin de gérer des chaînes logistiques comportant plus de produits et de pièces. 
Dans le même temps, les fréquences de planification et les grilles périodiques mensuelles/hebdomadaires deviennent journalières, et le nombre d’emplacements de stockage gérés passe d’une douzaine au niveau des centres de distribution à des centaines, voire des milliers au niveau des points de vente. Ceci implique un grand nombre de séries chronologiques et un haut niveau d’instabilité en termes de demande. Cela explique le défi lié à la gestion des chaînes logistiques modernes qu’est l’effet « coup de fouet », selon lequel de petits ajustements de la demande actuelle provoquent un plus gros changement de la demande perçue, qui à son tour peut amener les sociétés à apporter de plus grosses modifications que nécessaire à leurs stocks. 

## Approche non optimisée
Sans l’optimisation des stocks, les sociétés définissent généralement des objectifs de stock à l’aide de règles empiriques ou de calculs simples en une étape. Les règles empiriques consistent à définir un certain nombre de jours de couverture cible. Les calculs simples en une étape s’intéressent quant à eux à un article défini dans un lieu donné, pour lequel on calcule la quantité de stock nécessaire pour répondre à la demande. 

## Méthode déterministe ou stochastique
Les modèles d’optimisation des stocks peuvent être soit déterministes (chaque ensemble d’états différents est déterminé de manière unique par les paramètres du modèle), soit stochastiques (les différents états sont obtenus au moyen de la distribution de probabilités). L’optimisation stochastique tient compte des incertitudes en matière d’approvisionnement, selon lesquelles, par exemple, 6 % des commandes passées auprès d’un fournisseur étranger arrivent avec 1 à 3 jours de retard, 1 % avec 4 à 6 jours de retard, 5 % avec 7 à 14 jours de retard et 8 % avec plus de 14 jours de retard. 
Ce concept prend également en considération la volatilité de la demande, priorité absolue au regard des défis rencontrés par les professionnels de la chaîne logistique. Par exemple, la direction d’une société définit les probabilités de vente comme suit : il y a 65 % de chances de vendre 500 unités d’un produit, 20 % d’en vendre 400 et 15 % d’en vendre 600. Le dépassement des coûts, les surstocks et la résolution des problèmes sont certes synonymes de niveaux de service élevés, mais pour obtenir une meilleure rentabilité, il est nécessaire de comprendre les sources d’instabilité et de mettre en œuvre une planification appropriée. Cette approche permet une meilleure compréhension des besoins en matière de stocks que la méthode déterministe. 

## Approches à échelon unique et multi-échelons
Une approche séquentielle à échelon unique prévoit la demande et détermine les stocks nécessaires pour chaque échelon, sur une base individuelle.   L’optimisation des stocks multi-échelons détermine les niveaux de stocks appropriés sur l’ensemble du réseau en fonction de la volatilité de la demande aux différents niveaux ainsi que la performance (délais de production, retards, niveaux de service) aux échelons supérieurs. 
Cette méthode multi-échelons analyse les niveaux de stocks du point de vue holistique sur l’ensemble de la chaîne logistique tout en tenant compte de l’impact des stocks à tout niveau ou échelon donné sur un autre échelon. Par exemple, prenons le cas d’un produit vendu par un détaillant fourni par un centre de distribution. Le centre de distribution et le détaillant constituent chacun un échelon de la chaîne logistique. Dans ce cas, il est évident que la quantité de stock requise par le détaillant dépend du service obtenu auprès du centre de distribution. Plus le service offert en amont est de bonne qualité, et moins la protection nécessaire en aval sera importante. L’optimisation des stocks multi-échelons a pour but d’actualiser et d’optimiser en permanence les niveaux de stocks de sécurité sur l’ensemble des échelons. 
Cette méthode de pointe permet d’optimiser les stocks sur la chaîne logistique, et ce de bout en bout. La modélisation des différentes étapes permet d’établir des prévisions précises pour d’autres types de stocks, notamment les stocks cycliques et la pré-constitution de stocks de sécurité, en raison de demandes échelonnées. Cette approche exige que les performances du fournisseur, le service client et les mesures de rendement des actifs internes soient surveillées de manière continue afin de garantir une amélioration constante). 

## Avantages
L’optimisation des stocks a permis à quantité de sociétés de dégager des bénéfices financiers. D’après une étude menée par IDC Manufacturing Insights, bon nombre d’organisations ayant mis en place cette méthode sont parvenues à réduire leurs niveaux de stocks à hauteur de 25 % maximum en un an et ont bénéficié de flux de trésorerie actualisés de plus de 50 % en moins de deux ans. 
Basée au Royaume-Uni, la société Electrocomponents, le plus grand distributeur de composants électroniques et de produits de maintenance au monde, a augmenté ses bénéfices de 36 millions de livres en recourant à cette approche, laquelle lui a par ailleurs permis d’atteindre de meilleurs niveaux de service tout en réduisant ses stocks. BP-Castrol a quant à elle utilisé l’optimisation des stocks pour réduire ses stocks de produits finis de 35 % en moyenne en deux ans tout en augmentant ses niveaux de service (à savoir les taux d’exécution des commandes) de 9 %. Cette méthode a également permis à Smiths Medical, une division de Smiths Group, de mieux faire face aux fluctuations de l’offre et de la demande réduisant ainsi le risque de sous-stock et de surstock tout en uniformisant les cycles de production. 